# Dorjnyambuugiin Otgondalai
Dorjnyambuugiin Otgondalai (28 de janeiro de 1988) é um pugilista mongol, medalhista olímpico.

## Carreira
Estreou sua participação em competições internacionais nos Jogos Asiáticos, destacando-se como campeão de sua modalidade.
Competiu também nos Jogos Olímpicos de Verão de 2016, no Rio de Janeiro, onde conquistou a terceira posição do peso leve masculino, após derrotar o argelino Reda Benbaziz.